# لئونگ ۱۶۱۴۲
سیارک ۱۶۱۴۲ (به انگلیسی: 16142 Leung، نامگذاری:1999XC135) شانزده هزار و صد و چهل و دومین سیارک کشف شده‌است که در ۶ دسامبر ۱۹۹۹ کشف شد.
قدر مطلق سیارک برابر ۱۶.۲ است.